# 溫西亞
溫西亞（西班牙語：Uncía）是玻利維亞的城鎮，位於該國西南部，由波托西省負責管轄，距離首都拉巴斯約300公里，海拔高度3,867米，每年平均降雨量約370毫米，2012年人口4,841。

## 外部連結
- MSN Map - elevation = 4208m

18°27′00″S 66°37′00″W / 18.45000°S 66.61667°W